# كيسي بورنس
كيسي بورنس (بالإنجليزية: Casey Burns)‏ هو مصمم ملصقات ‏ ورسام توضيحي أمريكي، ولد في 1975 في بورتلاند في الولايات المتحدة.